# Pedro Ramírez Paredes
Pedro Antonio Ramírez Paredes (Barinas, Estado Barinas, Venezuela; 24 de agosto de 1992) es un futbolista venezolano que juega como centrocampista y actualmente es agente libre.

## Trayectoria

### Zamora
Con cuatro campañas trabajando con el equipo de Zamora Fútbol Club, incluso antes del título nacional conseguido por los sub-17 del Blanquinegro en junio de 2009, cuando se erigió como el máximo artillero del campeonato.
Lo llaman Pedrito por llevar el mismo nombre que su progenitor y es sobrino de un dirigente y entrenador de la disciplina en la pequeña a población de Barrancas que se ubica a 30 kilómetros de la capital barinesa. el profesor iraire Ramírez gran maestro y enseñante del fútbol ejemplo de seguir 
En el año 2004 recibe de la FVF invitación para viajar a Francia y disputar en París un Torneo de Fútbol 7, lo que sumado a otras competencias en España al lado de los Nobles del Zamora en 2005 y 2006, más un nuevo viaje a España en el 2009, fueron enriqueciendo su pasión por el balompié y una provechosa experiencia internacional.
El debut en Primera División lo realizó con el Zamora FC fue el 15 de septiembre de 2010 en la Copa Venezuela. Se jugaba en el Estadio Farid Richa de Barquisimeto en la Segunda fase del torneo. Restaban 15 minutos de partido y el Lara FC ganaba 1-0, cuando lo puso Chuy Vera en el ataque por delante de Jesús Meza, quien había ingresado en el complemento como enganche. Cinco minutos después de ingresar, recoge un rebote en al área para anotar un gol.
Luego de ser reemplazado el cuerpo técnico de Zamora que se tituló en el Clausura 2011, las oportunidades de jugar fueron reduciendo, hasta que, al salir Oscar Gil de la dirección técnica de Zamora, su sustituto, Julio Quintero, lo puso a jugar en 8 de los 10 partidos que condujo.
Con el nuevo proyecto de Noel Sanvicente en Zamora, fue sido convocado en los seis primeros partidos de Liga y dos de Copa, participando como suplente en un par de ellos por espacio de 60 minutos.

### Sion
El 24 de enero de 2014 se confirma un acuerdo entre el Zamora, y el FC Sion de Suiza, en el cual Pedrito jugaría con el conjunto helvético a partir de la temporada 2014/2015. El 27 de enero del mismo año firmaría el contrato. Fue presentado con el número 5 compartiendo el equipo con su compatriota Gabriel Cichero y siendo dirigido por el francés Didier Tholot
El 12 de julio de 2014 se estrena con gol en un partido amistoso contra el Shakhtar Donetsk de Ucrania dándole la victoria a su equipo 2-1.
En enero de 2016 fue prestado al Zamora FC de Venezuela para obtener más minutos, a comienzos del 2017 fue presentado como nuevo jugador del Deportivo Táchira de cara a la Copa Libertadores 2017.

## Clubes
| Club                     | País      | Año         | Partidos | Goles |
| ------------------------ | --------- | ----------- | -------- | ----- |
| Zamora                   | Venezuela | 2010 - 2014 | 93       | 14    |
| Sion                     | Suiza     | 2014 - 2016 | 8        | 0     |
| Zamora                   | Venezuela | 2016        | 46       | 10    |
| ACD Lara                 | Venezuela | 2017        | 34       | 5     |
| Zamora                   | Venezuela | 2018        | 18       | 3     |
| Riga FC                  | Letonia   | 2018-2019   | 0        | 0     |
| Internacional de Barinas | Venezuela | 2021 - 2022 | 18       | 2     |
| Zamora Fútbol Club       | Venezuela | 2023 - 2024 | 34       | 3     |
| Internacional de Barinas | Venezuela | 2024 - 2025 | 7        | 0     |

## Palmarés

### Campeonatos nacionales
| Título                  | Club     | País      | Año     |
| ----------------------- | -------- | --------- | ------- |
| Torneo Apertura Sub 17  | Zamora   | Venezuela | 2008    |
| Campeón Nacional Sub 17 | Zamora   | Venezuela | 2009    |
| Torneo Clausura         | Zamora   | Venezuela | 2011    |
| Torneo Clausura         | Zamora   | Venezuela | 2013    |
| Primera División        | Zamora   | Venezuela | 2012/13 |
| Torneo Clausura         | Zamora   | Venezuela | 2014    |
| Primera División        | Zamora   | Venezuela | 2013/14 |
| Copa Suiza              | FC Sion  | Suiza     | 2014-15 |
| Primera División        | Zamora   | Venezuela | 2016    |
| Torneo Clausura         | ACD Lara | Venezuela | 2017    |
| Torneo Apertura         | Zamora   | Venezuela | 2018    |
| Primera División        | Zamora   | Venezuela | 2018    |
| Copa Venezuela          | Zamora   | Venezuela | 2019    |